# ديفيد غوتيريز غوتيريز
ديفيد غوتيريز غوتيريز (بالإسبانية: David Gutiérrez Gutiérrez)‏ هو دراج إسباني، ولد في 2 أبريل 1982.

## وصلات خارجية
- ديفيد غوتيريز غوتيريز على موقع أرشيف الدراجات (الإنجليزية)
- ديفيد غوتيريز غوتيريز على موقع إحصائيات الدراجات الإحترافية (الإنجليزية)
- ديفيد غوتيريز غوتيريز على موقع نسبة الدراجات (الإنجليزية)